# 메이저우 하카
메이저우 객가(중국어: 梅州客家, 병음: Meizhou Kejia)는 중국 광둥성 메이저우시 우화 현을 연고로 하는 축구팀이다. 현재는 중국 슈퍼리그에 참가하고 있다.

## 클럽 역사
메이저우 객가 FC는 2013년에 설립되었으며, 메이저우 시정부와 시 체육국의 지원을 받아 메이저우의 민간 기업가들이 투자했다.같은 해에 목표를 달성하기 위해 노력하고 갑옷을 입는다.
2014년 5월, 메이저우 객가 FC은 메이저우 우화 FC로 이름을 변경하고 메이저우 우화라는 이름으로 경기를 펼쳤다.그러나 실제로 리그와 중국FA컵의 공식 문서에는 여전히 "메이저우 객가 FC"과 "메이저우 객가팀"라는 이름이 사용된다.
메이저우 우화는 2시즌 연속 중국을급리그 승격 플레이오프 준결승에 진출한 후 2015년 9월 중국 을급리그 2015 시즌. 난징 첸바오를, 합계 6-1로 결승에 진출하고 중국 갑급리그에 성공적으로 돌진했다.10월 10일, 메이저우 우화는 다롄 진저우 체육장에서 열린 승격 플레이오프 결승전에서 승부차기 끝에 다롄 초월을 이기고 첫 리그 우승을 차지했다.
2021년 12월, 메이저우 객가는 성공적으로 중국 슈퍼리그로 승격하여 중국 슈퍼리그 역사상 처음으로 현급 수준의 홈 구장을 보유한 팀이 되었다.

## 명칭 역사
축구팀 공식：
- 2013 - 메이저우 객가 축구단(梅州客家足球俱乐部)
- 2014 - 메이저우 우화 축구단(梅州五华足球俱乐部)[12]

리그、중국FA컵 공식：
- 2013 - 메이저우 객가 축구단(梅州客家足球俱乐部)[13][3][4][5][6][7]

## 홈 구장
메이저우 객가 FC는 처음에 쩡셴쯔체육장을 메이현 객가 FC와 공유했으며 2013년 시즌 12 라운드 이후 홈구장은 우화현 체육장으로 변경되었다.
우화 올림픽 체육중심과 후이탕 체육장은 2019년 1월 1일에 공식적으로 사용이 시작되었다. 2019 시즌에는 중국 갑급리그의 메이저우 객가a의 홈구장이 후이탕 체육장으로 이전되었다.。
- 대표이사：
- 감독: 파블로 비야르
- 코치:

## 선수 명단

### 현역
참고: FIFA 자격 규정에 따라 소속된 국가대표팀 국기를 표시합니다. 선수는 복수의 FIFA 비회원국 국적을 가지고 있을 수 있습니다.
| 번호 | 포지션 | 국적       | 이름              |
| ---- | ------ | ---------- | ----------------- |
| 4    | MF     | 세르비아   | 브라니미르 요치치 |
| 11   | DF     | 크로아티아 | 코비 모리스       |

| 번호 | 포지션 | 국적 | 이름   |
| ---- | ------ | ---- | ------ |
| 29   | DF     | 홍콩 | 위쯔남 |